# HIStory - My Hero
HIStory - My Hero è una miniserie di 4 episodi, appartenente alla serie televisiva antologica taiwanese HIStory, pubblicata sul servizio streaming CHOCO TV (e in latecast su Line TV) dal 14 al 17 febbraio 2017.

## Trama
Lan Xi, una ragazza morta di recente che però sarebbe dovuta rimanere in vita, dovrebbe tornare nel proprio corpo ma essendo stato cremato ottiene, dal proprio mietitore di anime, una seconda possibilità di rivivere subentrando nel corpo di Gu Si Ren, un ragazzo che sarebbe dovuto presto morire. Ma Lan ha solo 7 giorni di tempo a disposizione per far rinnamorare di lei quello che era il suo fidanzato, Ying Xiong, e per farsi baciare con amore da quest'ultimo pena la sua definitiva dipartita.

## Personaggi e interpreti
- Mai Ying Xiong, interpretato da Lai Aaron
Fidanzato di Lan Xi.
- Gu Si Ren, interpretato da Jiang Yun Lin
Uno sfortunato ragazzo solitario che ha una cotta per Xiong.
- Lan Xi, interpretata da Lin Patricia
Ragazza morta all'inizio della serie la cui anima prende il controllo del corpo di Gu Si-ren.
- Bai Chang Chang, interpretato da Lin He Xuan
Torvo e dispotico mietitore.
- Ya Qin, interpretato da Mian Cason
 Compagno di stanza di Si-ren.

## Episodi
| Episodi | Pubblicazione    |
| ------- | ---------------- |
| 1       | 14 febbraio 2017 |
| 2       | 15 febbraio 2017 |
| 3       | 16 febbraio 2017 |
| 4       | 17 febbraio 2017 |